# Oscar Van Rompay (kunstschilder)
Oscar Van Rompay (Lier, 25 augustus 1899 - aldaar, 30 april 1997) was een Belgisch kunstschilder. Hij was getrouwd met Jeanne van der Wee.

## Levensloop
De ouders van Oscar Van Rompay hadden een schoenenzaak in Lier. Zijn moeder kwam om in een keukenbrand toen hij 7 jaar oud was.
Zijn artistieke basisvorming kreeg hij in de Lierse Tekenschool, eerst tijdens de zondagslessen, later in het avondonderricht.  De oorlogsjaren bracht het gezin in Lier door. Vanaf 1916 volgde hij de lessen aan de Antwerpse Kunstacademie, onder andere bij Juliaan De Vriendt.
In 1919 ging hij zich vervolmaken in het atelier van kunstschilder Louis Biloul in Parijs. Die organiseerde er - net als wel meer Parijse kunstschilders - een soort privé-academie.
Bij Louis Biloul, Prix de Rome 1901,  lag de nadruk op het schilderen van het vrouwelijk naakt. Van Rompay frequenteerde in Parijs ook het atelier van Maurice Denis.
De legerdienst, vanaf 1921 , betekende het einde van zijn zorgeloze studietijd. Hij vervulde zijn dienst in het bezettingsleger in Duitsland.
Zijn huwelijk in 1926 met Jeanne Van der Wee, dochter van een welgestelde schoenenfabrikant, liet hem toe zijn hele verdere leven te schilderen zonder financiële beslommeringen. Zijn vrouw runde een schoenwinkel "De Korenbloem" in de Berlaarsestraat. Oscar kon zich in het bovenliggende atelier aan zijn kunst wijden.
In oktober-november 1930 had hij een individuele tentoonstelling in de Kunsthandel Fetter aan de Weteringschans in Amsterdam. Felix Timmermans verzorgde de openingstoespraak.
In 1936 kocht het koppel een herenhuis met grote tuin aan in de Vredebergstraat. Daar zou het koppel tot het eind van hun leven blijven wonen. In zijn tuin kweekte hij eigen groenten en fruit.
In de tuin staat een monumentale druivenserre die dateert van 1880.
De tuin is toegankelijk voor het publiek,af en toe worden er ook geleide wandelingen voorzien.
Ongerust over het dreigende oorlogsgeweld  verborg hij een dertigtal belangrijke schilderijen onder de grond van zijn tuin, verpakt in kisten waarvan hij dacht dat ze waterdicht waren. In mei 1940 werd Lier geëvacueerd. Toen ze na de capitulatie van het Belgisch leger naar huis terug konden, vonden ze het huis aan de Vredebergstraat intact.  Maar toen Oscar een tijd later besloot de kisten weer op te graven wachtte hem een onaangename verrassing : op één werk na was alles aangetast door vocht, enkel nog goed om weg te gooien. Nog tijdens de oorlog, in mei 1943,  had hij een tentoonstelling in het Stedelijk Kunstsalon in Antwerpen, weerom met een openingstoespraak door Timmermans.
Het overlijden van Felix Timmermans in 1947 was voor Oscar Van Rompay een groot verlies: hij verloor een goede vriend en een klankbord. Ook de Franse schilder Maurice Utrillo behoorde tot zijn vriendenkring, net zoals de Antwerpenaar Franck Mortelmans.
Na de oorlog zou Oscar maar zelden meer tentoonstellen, zeker al niet in noemenswaardige exposities.  Een intermezzo was zijn korte directeurschap van de Lierse Kunstacademie in opvolging van Jan Frans Ros (1955-1957).
Zijn echtgenote overleed in 1981. De laatste decennia waren die van toenemende vereenzaming, toenemend onbegrip in een snel veranderende kunstwereld bevolkt met liefhebbers en critici die nu heel andere waarden vooropstelden. De Stad Lier bood hem in 1980 en 1989 telkens een retrospectieve aan voor resp. zijn 80ste en 90ste verjaardag. Oscar Van Rompay zorgde zelf voor de oprichting van een stichting waardoor zijn artistieke nalatenschap samen zou blijven in zijn huis aan de Vredebergstraat.
Hij overleed op 97-jarige leeftijd.

## Oeuvre

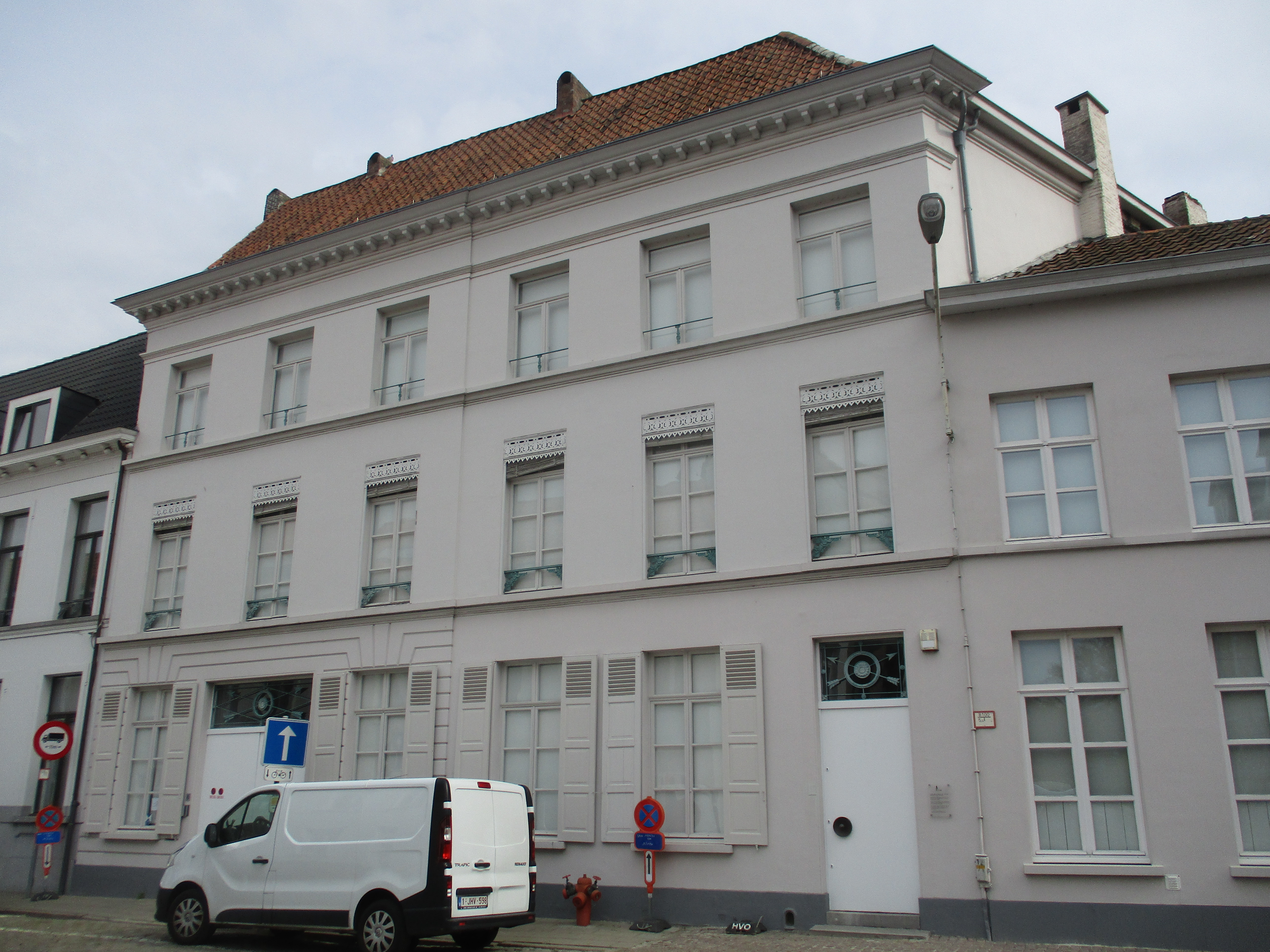
Huis van Oscar te Lier

Oscar Van Rompay bracht de meeste traditionele figuratieve thematieken : figuren, naakte, portretten, zelfportretten, stillevens, stads- en dorpsgezichten. Hij had een voorliefde voor circusfiguren. Hij was dan ook een fervent circusbezoeker.  Hij tekende en schilderde heel vaak hoekjes uit zijn geboortestad maar ook uit Parijs, zijn geliefde stad waar hij nog vaak naartoe trok. Ook in het  Zuid-Franse Collioure kwam hij vaak en de streek komt in zijn oeuvre voor, ook die aan de Spaanse kant van de grens. Hij tekende vooral in potlood of met zwart of rood krijt.
Na zijn overleden schonk Van Rompay een groot deel van zijn fortuin aan de vzw Oscar van Rompay. Deze vzw zorgt ervoor dat zijn werk bewaard en tentoongesteld wordt. Hiervoor werd in de voormalige woning van Oscar in Lier een museum ingericht met het werk van Oscar. Dit museum ging in 2007 open voor het publiek.

## Links
- Officiële website Huis van Oscar, huismuseum met het werk van Oscar Van Rompay

- Gemeinsame Normdatei: 131399284
- Virtual International Authority File: 52819939
- WorldCat: E39PBJyH3TVkCtTTfjGwrcbWXd